# Guardian 30
La Guardian 30 es una torre robotizada diseñada por Escribano Mechanical & Engineering. Desarrollado tras sus modelo previos Guardian 2.0 y la versión naval de Sentinel 30. Equiparán el grueso de vehículos Dragón (vehículo blindado) del Ejército de Tierra Español.

## Usuarios
El ejército de tierra tiene prevista la adquisición de 998 unidades Guardian 30 para equipar la variante principal del 8x8 Dragón, al menos 219. Mientras que otras unidades, como la empleadas por zapadores, emplearán la Guardian 2.0. 
El Ejército de Emiratos árabes ha adquirido 516 unidades para equipar a sus blindados. 